# قوتوقو نویان
شیگی قوتوقو یا قوتوقو نویان (به انگلیسی: Qūtūqū Nūyān) یا شیکی قوتوقو (به انگلیسی: Shīkī Qūtūqū) نام یکی از فرماندهان چنگیز خان بود او فرماندهی سپاه مغول را  در سال ۱۲۲۱ میلادی (۶۱۸ ه ق ) در جنگ پروان برعهده داشت. این جنگ مابین جلال‌الدین خوارزمشاه آخرین شاه خوارزمشاهیان و مغول در روستای پروان در نزدیکی شهر غزنین درگرفت و با پیروزی سلطان جلال‌الدین خاتمه یافت.